# Manifestations contre la politique américaine de séparation des familles
Les manifestations contre la politique américaine de séparation des familles de l'administration Trump sont une réaction à la politique de cette administration de séparer les enfants mineurs des membres adultes de leur famille qui demandent l'asile aux États-Unis ou traversent la frontière illégalement.

## Manifestations

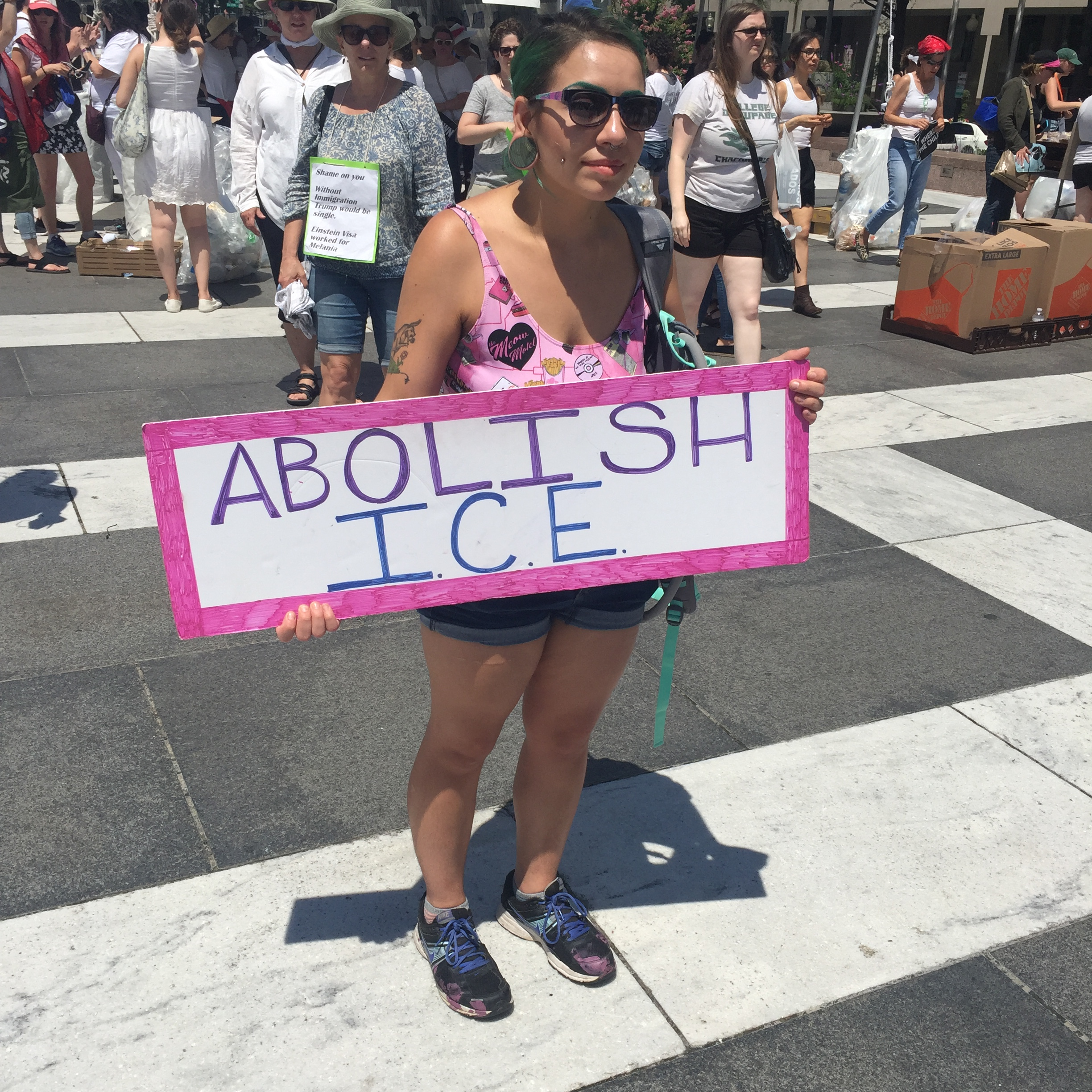
Femme demandant l'abolition de l'ICE. (28 juin 2018)

Au cours d'une audience du Congrès des États-Unis le 8 mai 2018, un groupe de mères et leurs enfants ont tenu une manifestation silencieuse en opposition à la politique de tolérance zéro.
Les protestations ont eu lieu le 31 mai 2018 à El Paso, Texas. Une centaine de manifestants ont organisé un rassemblement devant le palais de justice du comté d'El Paso intitulé « Evening of Action ». À San Antonio, environ 300 personnes ont assisté à un rassemblement de type « WhereAreTheChildren » à Guadalupe Plaza. Joaquín Castro, représentant du Texas à la Chambre des représentants des États-Unis, a pris la parole lors de la manifestation.
Des centaines de personnes ont protesté contre la nouvelle politique, à Atlanta, New York, Santa Monica et Washington, DC le 1er juin. À Houston, les manifestants se sont rassemblés devant la mairie pour manifester. À Concord, des manifestants se sont rassemblés devant le bâtiment fédéral. Il y avait environ 50 personnes protestant à l'extérieur du bâtiment du gouvernement fédéral à San Diego. La protestation qui eut lieu à Memphis a été organisée en partie par l'avocat Starkey Hahn. Une manifestation a eu lieu dans l'après-midi à Austin au Republic Square Park.
Plus de 100 personnes ont manifesté à l'extérieur du bâtiment fédéral des services d'immigration à Los Angeles. Environ 100 personnes ont manifesté devant le bureau de l'immigration et des douanes de Philadelphie.
Dans le comté de York, en Pennsylvanie, des gens ont manifesté le 2 juin 2018 devant le centre de détention.
Le 13 juin 2018, huit représentants démocrates de la Chambre des représentants des États-Unis ont bloqué les rues pour protester contre la politique de séparation des familles. La protestation a commencé sur les marches du bâtiment des douanes et de la protection des frontières américaines. Luis Gutierrez, Joe Crowley, John Lewis, Pramila Jayapal, Jan Schakowsky, Al Green, Raúl Grijalva, Judy Chu, Adriano Espaillat et Jimmy Gomez ont été rejoints par des centaines de militants et d'acteurs dont John Cusack.
Des manifestations ont eu lieu le 14 juin 2018 dans plusieurs villes où des militants ont organisé des événements « Families Belong Together ». Des événements ont eu lieu également à Boston, Fort Wayne, Seattle, San Francisco, New York, et Saint-Louis. À Los Angeles, il y a eu des centaines de manifestants qui ont marché de MacArthur Park jusqu'à un centre de détention des immigrants au centre-ville. À Austin, au Texas des centaines de protestaires se sont réunis au Capitol. À Eugene dans l'Oregon, lors d'une manifestation organisée à Kesey Square, plus de 100 personnes ont participé.
Un rassemblement pour les migrants devait avoir lieu à Phoenix en Arizona. Le 17 juin 2018, une marche à Tornillo au Texas a eu lieu. Beto O'Rourke a mené la protestation et Joe Kennedy III, Veronica Escobar, Lupe Valdez, Mary González, César Blanco, Lina Ortega et Gina Ortiz-Jones étaient également présents,. La marche protestait contre un centre de détention pour enfants près du port d'entrée à Tornillo. Le 16 juin, 200 enfants mineurs avaient été logés dans ce centre constitué de tentes dans une zone qui connaît une chaleur extrême en été,. Le 17 juin 2018, des centaines de manifestants se sont rassemblés devant un centre de détention pour immigrants à Elizabeth, au New Jersey. Une veillée avec près de 200 personnes a eu lieu à McAllen le 17 juin. À Seattle également, a eu lieu une protestation qui s'est déroulée au Westlake Park. La représentante Jayapal était là pour s'adresser au groupe.
Le jour suivant, le 18 juin, des dizaines de manifestants sont venus manifester devant le palais des Congrès Ernest N. Morial à La Nouvelle-Orléans pendant la période où le procureur général Jeff Sessions parlait. Le même jour, près de 100 manifestants ont pris part à un rassemblement à New York organisé par la Fédération américano-asiatique de New York (en) attirant l'attention sur l'arrestation de Xiu Qing You par le Service de l'immigration et des douanes des États-Unis (ICE).